# Krupnik (miejscowość)
Krupnik (bułg. Крупник) – wieś w południowo-zachodniej Bułgarii, w obwodzie Błagojewgrad, w gminie Simitli. Według danych Narodowego Instytutu Statystycznego, 31 grudnia 2011 roku wieś liczyła 2067 mieszkańców.

## Położenie
Wzdłuż Strumy, w Kresneńskiego jaru.

## Historia
W XV wieku ze względu na rozwój gospodarczy Krupnik stał się centrum eparchii Krupniszkiej. W XVII wieku nastąpiła islamizacja osady, ale jej mieszkańcy zachowali język bułgarski. Neofit Riłski i Stefan Strezow opisywali wieś. W czasie wojen bałkańskich odbyła się bitwa pod Krupnikiem.

## Zabytki
- Krupniszkoto ewangelie – pisemny pomnik[7]

## Osoby związane z Krupnikiem
- Georgi Mawrodiew – fizyk
- Krum Newrokopski – deputowany, polityk